# Sant Julià de Verges

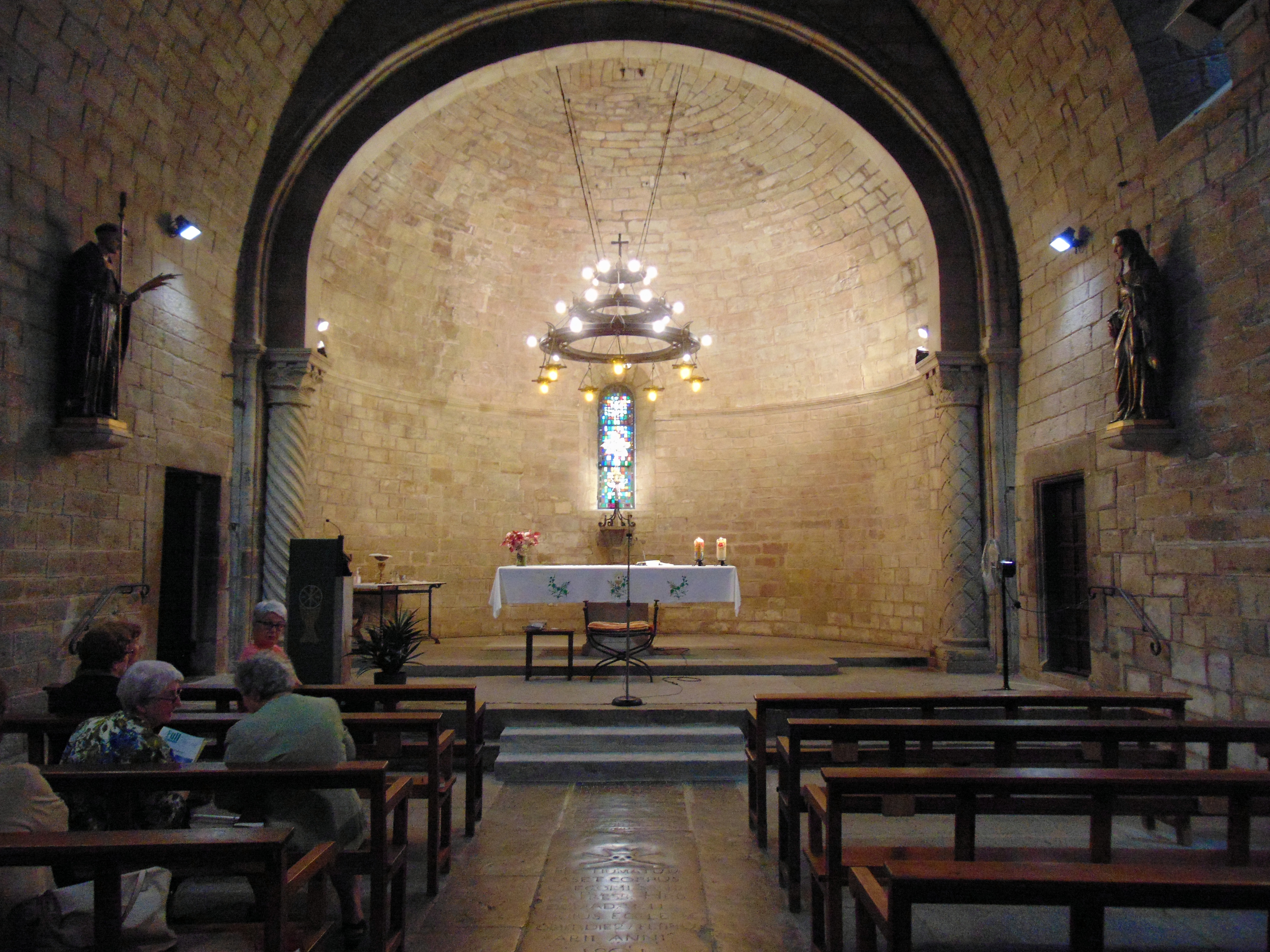

Sant Julià i Santa Basilissa és l'església parroquial de Verges protegida com a bé cultural d'interès local. Està situada al centre de la vila. És un edifici d'una sola nau amb capelles laterals, absis semicircular i coberta de teula a dos vessants.
La seva configuració actual deixa veure les dues etapes de construcció: l'absis i la meitat oriental de la nau són d'època romànica, mentre que la part restant correspon ja als segles XVII-XVIII; el campanar, que s'eleva als peus del temple, a l'angle nord, és de construcció més moderna. A l'interior, la part romànica de la nau es cobreix amb volta apuntada, i l'absis amb volta de quart d'esfera. La resta de la nau i les capelles laterals tenen coberta ogival. Exteriorment, l'edifici mostra una façana senzilla, amb porta centrada d'arc molt rebaixat i decorada amb motllures; a la part superior hi ha una petita fornícula damunt la qual s'obre un ull de bou. A l'absis, cal remarcar una finestra d'arc de mig punt de doble esqueixada. El campanar, de base quadrada i cos superior octogonal, té obertures d'arc apuntat i coberta de pavelló. Pertany a una intervenció posterior, i mostra les característiques del corrent neogòtic de la fi del segle xix.
Les parts més antigues conservades de l'església parroquial de Sant Julià i Santa Basilissa en situen la construcció entre els segles xii i xiii. Posteriorment experimentà un nou procés constructiu important en els segles xvii i XVIII: s'hi afegiren les capelles als murs de la nau, la sagristia i la façana actual. Damunt la porta d'accés al temple hi ha la data 1760. Una altra data, 1893, informa sobre el moment de construcció del campanar que posteriorment Isidre Bosch remodelà; així mateix, a l'interior es troba, pintada en un dels trams de la nau, una referència a una nova intervenció l'any 1925 per part de Rafael Masó que va restaurar i reformar l'església, pintures i el vitrall de la façana.